# Gerti Elias

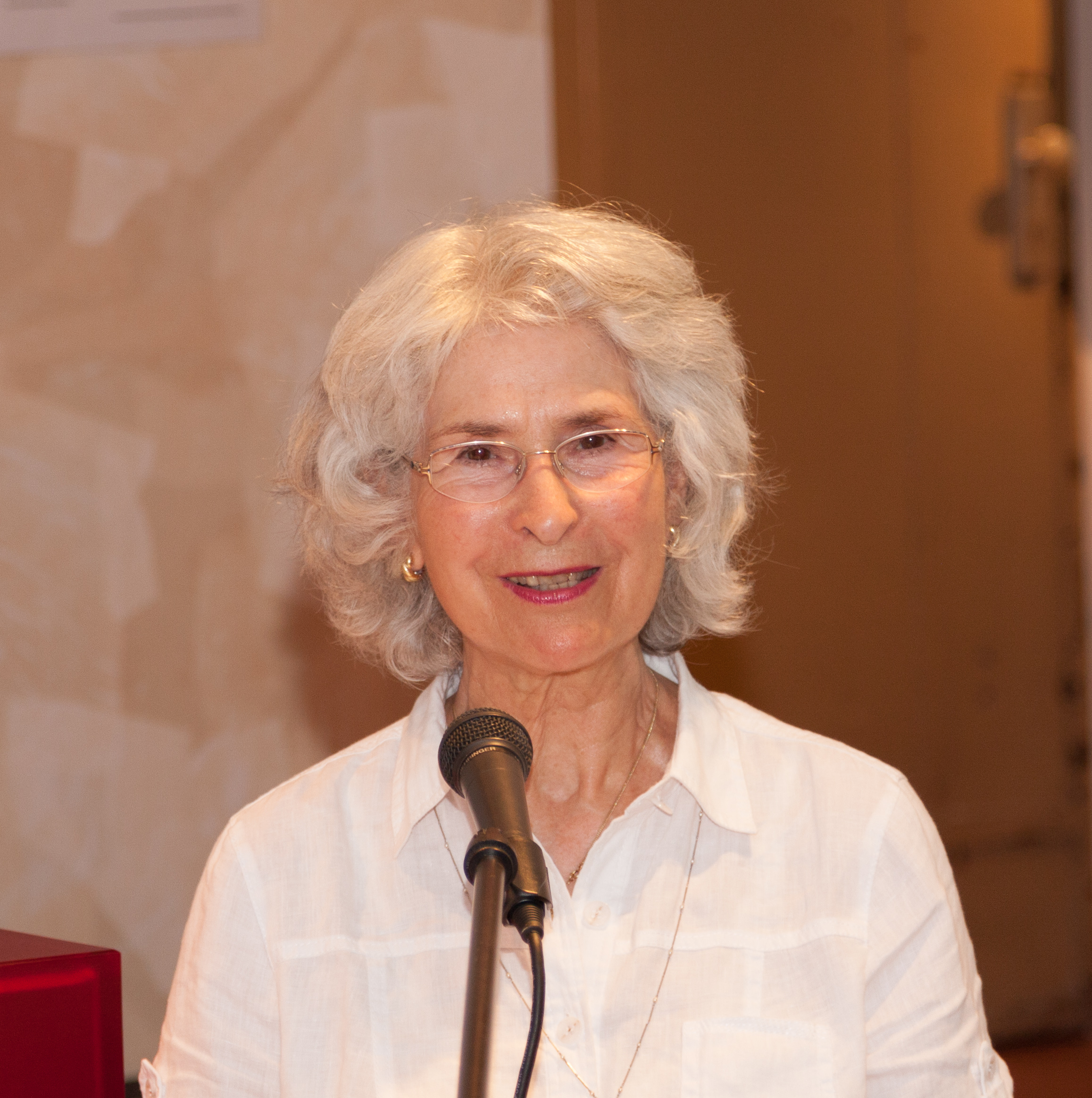
Gerti Elias bei einer Lesung im Berliner Anne Frank Zentrum, 2012.

Gertrude Elias, geborene Gertrude Wiedner (* 8. Mai 1933 in Oberhaag) ist eine österreichisch-schweizerische Schauspielerin und Autorin.

## Leben
Gerti Elias wuchs in Österreich auf. Nach ihrer Ausbildung zur Schauspielerin hatte sie Engagements an großen Bühnen in Deutschland, Österreich und der Schweiz. 1965 heiratete sie den Cousin Anne Franks und Schweizer Schauspieler Buddy Elias. 1986 übersiedelten sie nach Basel, wo Gerti das Antiquitätengeschäft ihrer Schwiegermutter Leni Elias übernahm. Sie haben zwei Söhne, Patrick und Oliver Elias, die ebenfalls Schauspieler sind.
Gerti Elias ist bis heute aktives Mitglied im Stiftungsrat des Anne-Frank-Fonds in Basel. Sie betreut die Spenden und die Gesuche um Förderung – vor allem formuliert sie Empfehlungen im Sinne von Anne und Otto Frank dem Stiftungsrat gegenüber. Die Ziele der Förderungen durch den Anne-Frank-Fonds sind edukativer und völkerverbindender Art (z. B. jüdische und arabische Studenten zusammenzuführen), gegen Rassismus, für Verständigung zwischen den Religionen, Projekte an Schulen usw.
Zudem betreute Gerti Elias den Ethik-Lehrstuhl der Universität Basel, welcher vom Anne-Frank-Fonds gestiftet wurde.

## Publikation
Gerti Elias entdeckte mehr als 6000 Dokumente, Briefe sowie einige Fotos der Familie und Vorfahren von Anne Frank auf dem Dachboden des Elternhauses von Buddy Elias. Im Anne-Frank-Fonds wurde beschlossen, das gesamte Konvolut von einem Archivar und Historiker aufarbeiten zu lassen. Peter Toebak übernahm diese Arbeit. Anschließend kam das gesamte Material nach Amsterdam ins Archiv des Anne Frank-Hauses (wo es sich bis jetzt befindet), um digitalisiert zu werden. Daraus ergaben sich mehr als 10.000 Seiten. Zweieinhalb Jahre arbeitete Gerti Elias anschließend an der Herkunftsrecherche, Dokumentation, Transkription und Aufarbeitung der Dokumente.
Mirjam Pressler konnte dafür gewonnen werden, ein Buch aus diesem Material zu redigieren. Mirjam Pressler interviewte dafür Buddy und Gerti Elias mehrfach lange. Es entstand das Buch Grüße und Küsse an alle. Die Geschichte der Familie von Anne Frank, Fischer Verlag, 2009.

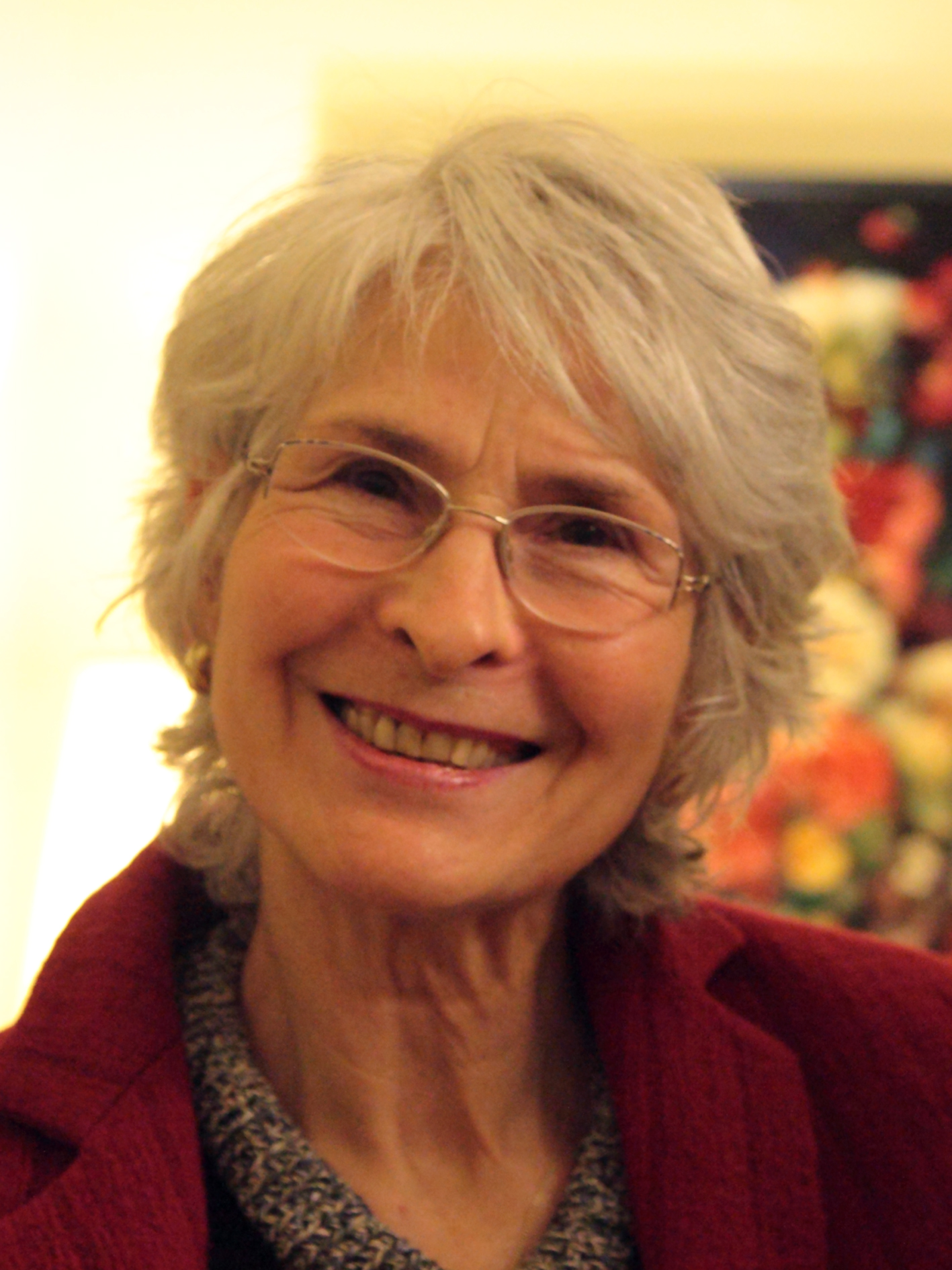
Gerti Elias, 2009

## Im Interview
Gerti Elias in einem Interview mit Katharina Sperber:

„Mit der Zeit fand ich es unverantwortlich, dass dieser Schatz bei uns auf dem Estrich vergammeln sollte. Es war da oben immer sehr heiß. Es ist ein Wunder, dass die Briefe und Dokumente überhaupt noch in diesem guten Zustand waren. Der Anne-Frank-Fonds hat einen Historiker beauftragt, die Sachen auf unserem Estrich zu katalogisieren. Er kam fast zwei Jahre zwei Mal die Woche zu uns. Am Ende hatte er die Briefe, Bilder, Fotos und Dokumente in Schachteln verpackt, die, aneinandergestellt, elf Meter ergaben. Alles ist nach Amsterdam ins Anne-Frank-Haus gebracht und dort digitalisiert worden. Später habe ich vom Fonds den Auftrag bekommen, ein Buch über die Familie zu schreiben. Dafür habe ich insgesamt zehntausend Seiten bearbeitet, um das Wichtigste und Wesentlichste chronologisch heraus zu filtern. Die Schriftstellerin Mirjam Pressler schrieb dann mit dem von mir zusammengestellten Material und unserer Unterstützung das Buch Grüße und Küsse an alle.“

## Auszeichnungen
- 2007 wurde Gerti Elias die Ehrendoktorwürde der Universität Basel verliehen.[2]